# أكسل هايبيرغ ستانغ
أكسل هايبيرغ ستانغ هو سياسي نرويجي، ولد في 21 فبراير 1904 في أوسلو في النرويج، وتوفي في 11 نوفمبر 1974. نشط حزبياً في التجمع الوطني (1933 – 1933). وقد انتخب Terboven's Commissioners of State ‏.